# Eucoptocnemis fimbriaris
Eucoptocnemis fimbriaris är en fjärilsart som beskrevs av Achille Guenée 1852. Eucoptocnemis fimbriaris ingår i släktet Eucoptocnemis och familjen nattflyn. Inga underarter finns listade i Catalogue of Life.